# Theodore Coresi
Theodore Coresi (* 1953 in Dochia im Kreis Neamț) ist ein rumänischer Opernsänger in der Stimmlage Bass.

## Werdegang
Während Theodore Coresi ein humanistisches Gymnasium besuchte nahm er Schauspiel- und Regieunterricht bei Cornel Nicoara und A. Lazar. Zwischen 1978 und 1983 studierte er Gesang (Lied, Oratorium, Oper/ Hauptfach) an der Musikakademie Bukarest mit Prof.Arta Florescu & Prof.Georgeta Stoleriu -Gesang und Prof.Anghel Ionescu Arbore & Tamara Scarlatos - oper, wo er die Diplomprüfung mit Auszeichnung bestand. Seine Fähigkeiten verfeinerte er in Wien bei Hubert Deutsch und Agnes Ivan und in Rom bei Boris Christoff, Luigi Infantino und Giuseppe Taddei. Von 1999 bis 2003 studierte er an der West-Universität Temeswar Theologie. 2008 promovierte Coresi an der Universität für Musik in Bucharest. 
Coresi lebt seit dem Jahr 1986 in Wien und ist mit der Sängerin Catarina Coresi Lal verheiratet.

## Engagements
Als Student erhielt Theodore Coresi erste Bühnenrollen und Konzertauftritte, u. a. als Sarastro („Zauberflöte“ von Mozart), Lindorf, Coppelius, Dapertutto, Mirakel („Hoffmans Erzählungen“ von Offenbach), Der Bauer („Die Kluge“ von Orff). Im Jahr 1983 debütierte er als Fürst Gremin („Eugen Onegin“ von Tschaikowski) an der Staatsoper Bukarest, wo er bis 1987 als Solist tätig war.
Seit dem Jahr 1986 erhielt er internationale Gasttätigkeit auf europäischen Opern- und Konzertbühnen mit einem Repertoire von Barock über die Klassik und Romantik bis zur Moderne, von mittleren bis hinauf zu Haupt- und Großpartien, wie z. B. Figaro in „Die Hochzeit des Figaro“ von Mozart (London), Fiesco in „Simon Boccanegra“ von Verdi (Opera Royal de Wallonie in Liege, Belgien),  Don Basilio in „Il Barbiere di Siviglia“ von Rossini (Staatsoper Wien und Oper Leipzig),  Commendatore in „Don Giovanni“ von Mozart (Teatro Massimo in Palermo und Canadian Opera Company in Toronto), Geronte di Ravoir in „Manon Lescaut“ von Puccini (Teatro Sao Carlo in Lissabon), Haupt-Basspartien in „Il Pommo d’oro“ von Cesti, „Giesu flagellato“ von Ziani und „La Betullia liberata“ von Mozart (Spectaculum und Klangbogenfestspiel in Wien). Mit seiner Ehefrau war er im Jahr 2013  in der Uraufführung der „Marilyn Monroe Prozess“ von Roland Baumgartner im Rahmen des Viertelfestivals zu hören.

## Auszeichnungen
Coresi ist Preisträger internationaler Wettbewerbe:
- 1980: Concours International de Geneve (Schweiz)
- 1983: Concours International d’Opéra (Verviers, Belgien)
- 1984: Opera Festival (Bulgarien)
- 1985: Concorso Internazionale G. B. Viotti (Vercelli, Italien)
- 1986: Belvedere-Internationaler Opernsängerwettbewerb (Wien)
- 1987: Concours International Maria Canals (Barcelona) etc.